# Österreich-Rundfahrt 2007
Die 59. Österreich-Rundfahrt begann am 8. Juli 2007 und endete am 15. Juli 2007 in Wien. Aufgrund der guten Organisation in den letzten Jahren erhielten die Veranstalter durch die UCI einen weiteren Veranstaltungstag hinzu.
Stijn Devolder vom Discovery Channel Pro Cycling Team konnte die Rundfahrt erstmals gewinnen. Gerald Ciolek vom T-Mobile Team gewann zwei Etappen und die Gesamtsprintwertung. Christian Pfannberger aus der Elk-Haus-Simplon-Mannschaft sicherte sich die Bergwertung. Die Mannschaftswertung gewann wie im Vorjahr das irische Tenax-Team.

## Etappen
| Etappen   | Tag      | Start – Ziel                           | km    | Etappensieger    | Gelbes Trikot    |
| --------- | -------- | -------------------------------------- | ----- | ---------------- | ---------------- |
| 1. Etappe | 8. Juli  | Mayrhofen – Mayrhofen                  | 130,7 | Fabio Baldato    | Fabio Baldato    |
| 2. Etappe | 9. Juli  | Mayrhofen – Salzburg                   | 194,9 | Gerald Ciolek    | Gerald Ciolek    |
| 3. Etappe | 10. Juli | Salzburg – Kitzbüheler Horn            | 183,8 | Thomas Rohregger | Thomas Rohregger |
| 4. Etappe | 11. Juli | Kitzbühel – Prägraten am Großvenediger | 183,7 | Bjorn Leukemans  | Thomas Rohregger |
| 5. Etappe | 12. Juli | Lienz – Wolfsberg                      | 207,1 | Gianni Meersman  | Thomas Rohregger |
| 6. Etappe | 13. Juli | Wolfsberg - Semmering                  | 194,4 | Gerrit Glomser   | Thomas Rohregger |
| 7. Etappe | 14. Juli | Podersdorf am See (EZF)                | 24,5  | Stijn Devolder   | Stijn Devolder   |
| 8. Etappe | 15. Juli | Podersdorf am See – Wien Rathausplatz  | 128,5 | Gerald Ciolek    | Stijn Devolder   |